# Charles Bridoux
Pour les personnes ayant le même patronyme, voir Bridoux.
Charles Bridoux (né le 21 janvier 1942 à Paris et mort le 20 février 2003 à Paris) est un illustrateur français, connu notamment comme un dessinateur français de timbres-poste.
Diplômé de l'École nationale supérieure des arts décoratifs, il réalise des publicités.
En 1975, il dessine son premier timbre pour la France, un des quatre de la série pour l'exposition philatélique internationale Arphila '75. Par la suite, il travaille via le BEPTOM pour plusieurs administrations postales françaises d'outre-mer et francophones.
Lui-même philatéliste et marcophile dont les collections ont été récompensées, il est élu titulaire du 39e siège de l'Académie de philatélie en mai 1979. Il est le dessinateur du timbre du cinquantenaire de cette association, émis en 1978. 

## Timbres de France
- Marianne, d'Edmond Dulac, mise en page par Charles Bridoux sur un timbre gravé par Claude Jumelet, impression en taille-douce, 1994
- Georges Pompidou, 1994, portrait par  Serge Courte Paris, mis en page par Charles Bridoux,  gravé par Claude Jumelet,  impresion en taille-douce, 1994
- Premier siècle du cinéma, bloc de 4 timbres, dessinés par Jean Le Gac et Charles Bridoux , impression en héliogravure, 1995
- Semeuse 1903, œuvre d'Oscar Roty, redessinée par Charles Bridoux, gravée par Claude Jumelet, impression en taille-douce, 1996
- Mouchon 1902, mis en page par Charles Bridoux,  gravé par Jacky Larrivière, impression en taille-douce, 1997
- Journée du timbre Blanc 1900, redessiné par Charles Bridoux, gravé par Claude Jumelet, impression  en taille-douce, 1998
- Europa : Fête de la Musique,  dessiné par Christian Broutin, mis en page par Charles Bridoux, impression en héliogravure, 1998
- 1914-1918,  timbre commémoratif,   créé par Raymond Moretti,  mis en page par Charles Bridoux, 1998
- Croix-Rouge, illustration de Pierre-Marie Valat, mise en page par Charles Bridoux, impression en héliogravure, 1998
- Édit de Nantes 1598-1998, dessin  Charles Bridoux,  imprimé en offset, 1998
- Médecins sans frontières,  dessin de Plantu,  est mis en page par Charles Bridoux, impression en héliogravure, 1998
- Antoine de Saint-Exupéry, Le Petit Prince,  dessins de Saint-Exupéry mis en page par Charles Bridoux, impression  en héliogravure, 1998
- Sandro Botticelli, mis en page par Charles Bridoux, imprimé en héliogravure, 26 février 2000
- Pieter Brueghel l'Ancien, La Danse des paysans,  mise en page par Charles Bridoux et gravée par Claude Jumelet, impression en taille-douce, 2001